# Steinbruch Hillenberg

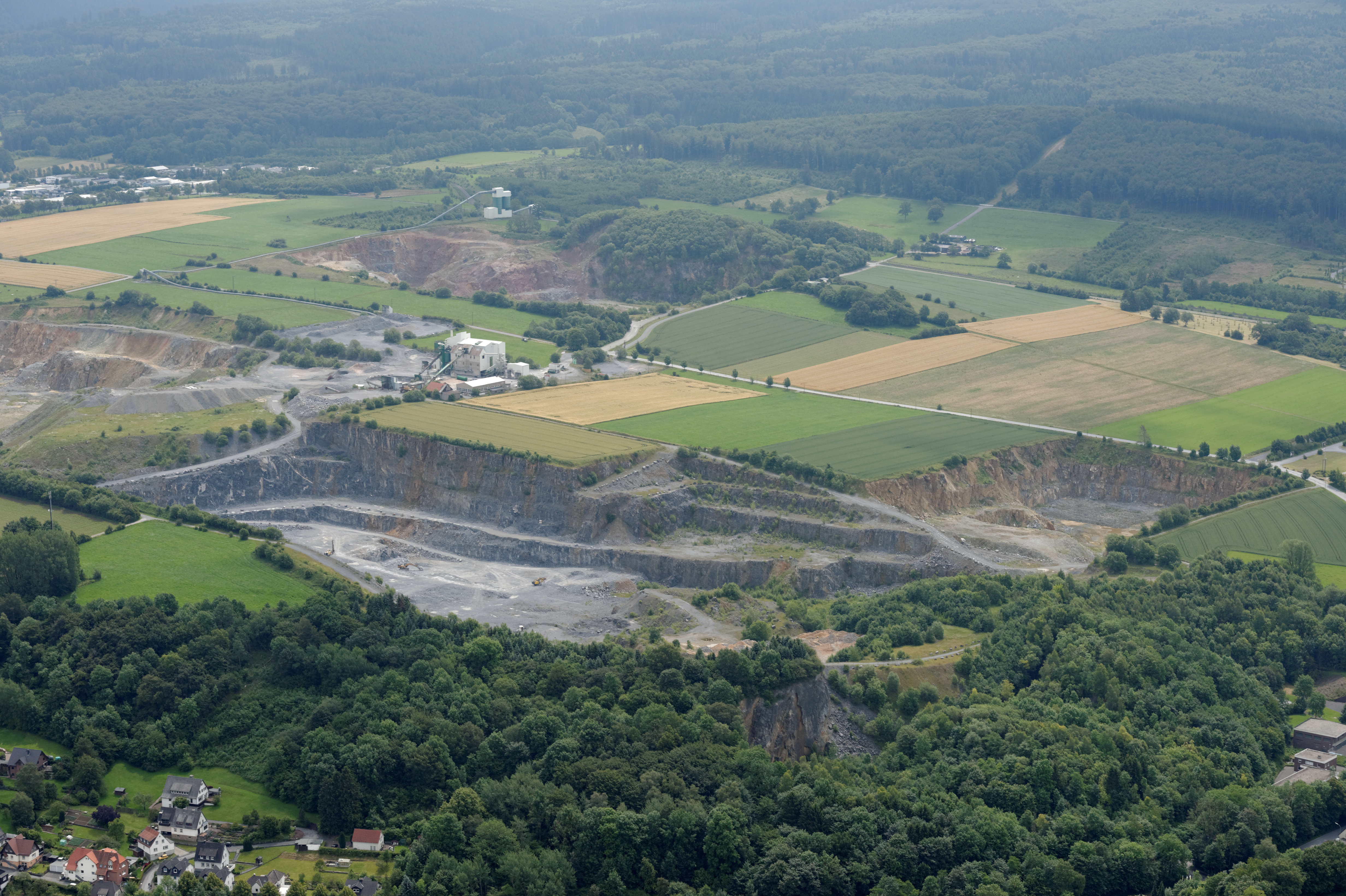
Steinbruch Hillenberg; Kletterbereich vorne

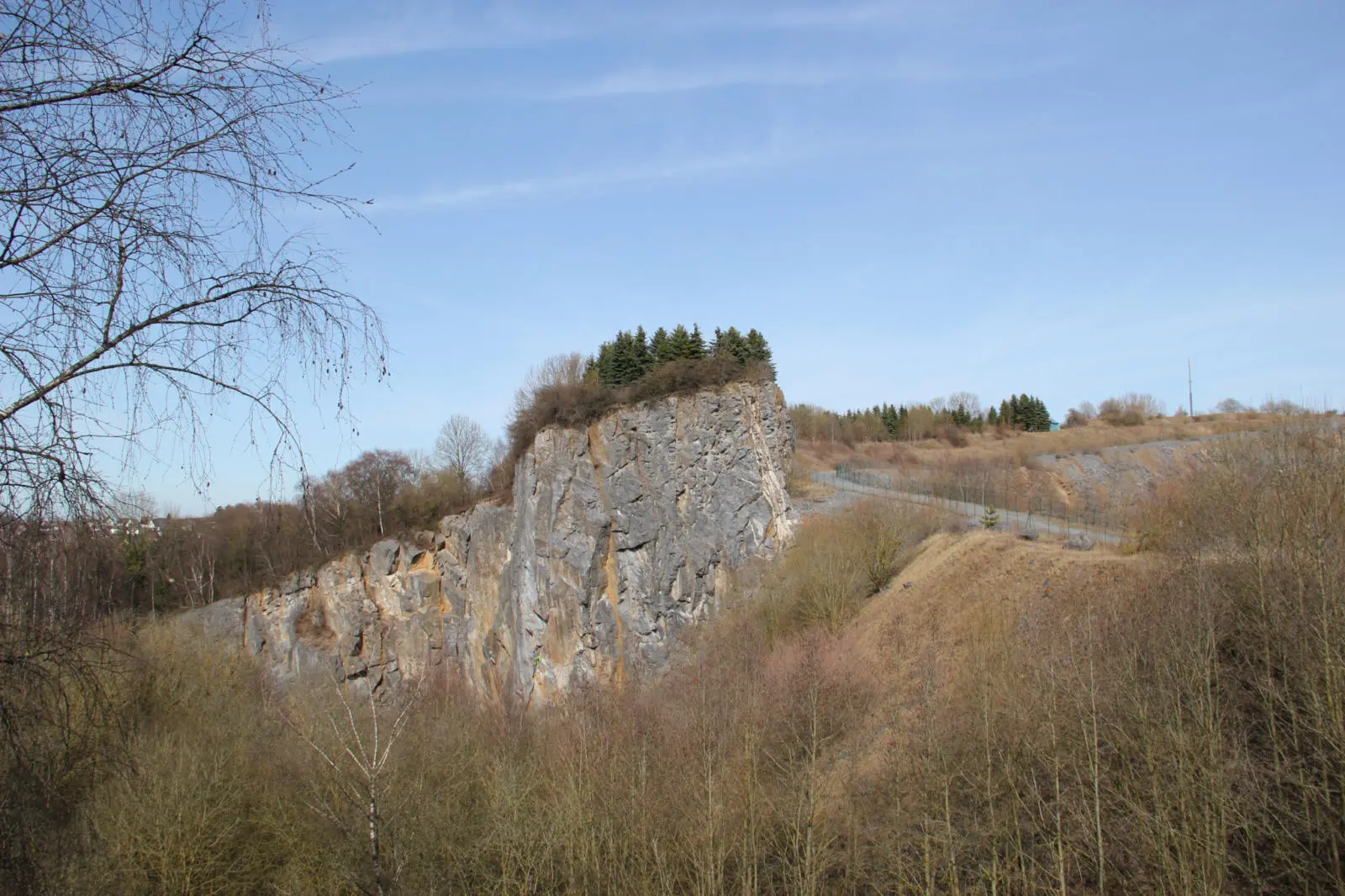
Kletterbereich von Süden

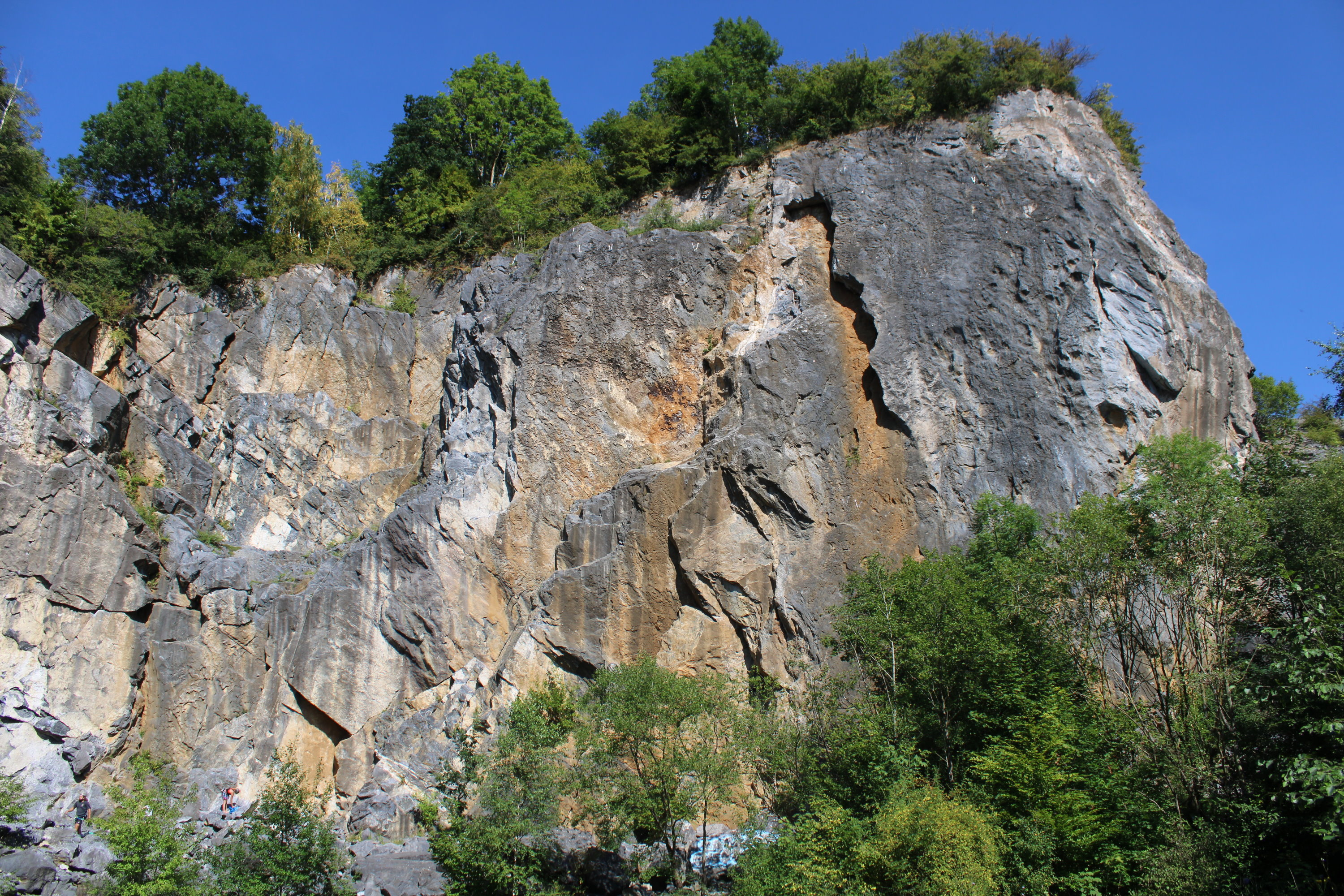
Hillenbergwand im Steinbruch Hillenberg

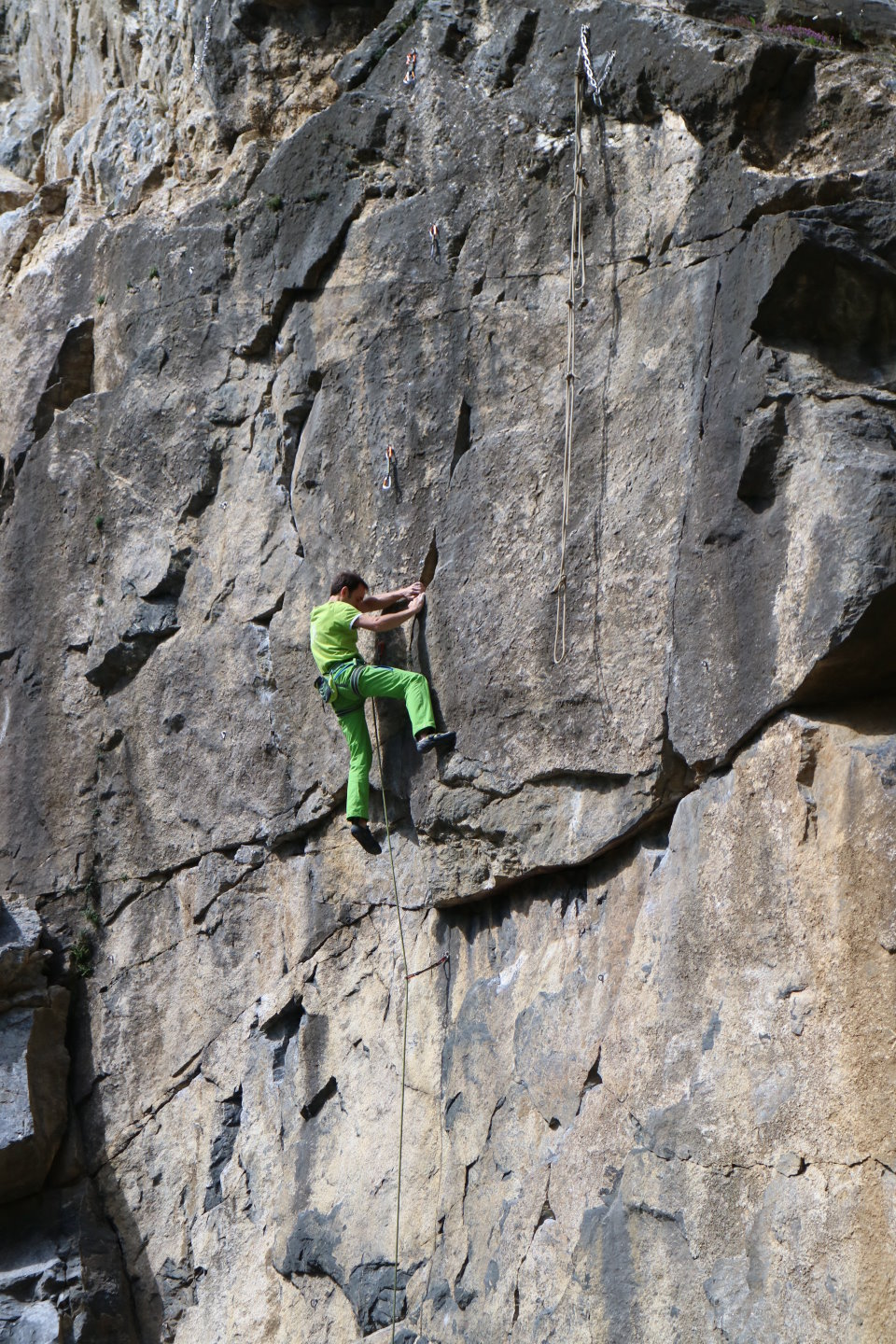
Kletterer im Steinbruch Hillenberg

Der Steinbruch Hillenberg befindet sich am Hillenberg am südöstlichen Siedlungsrand von Warstein. Es handelt sich um einen ehemaligen Kalksteinbruch mit Kalkstein aus dem Devon und einen weiter östlich liegenden Steinbruch, der sich noch im Abbau befindet (Stand 2023). Grundstückseigentümer ist die Stadt Warstein. Der Steinbruch liegt an der Straße Am Hillenberg. Das Naturschutzgebiet Piusberg grenzt nördlich an den Steinbruch.

## Geschichte
Die beiden Bruchbereiche wurden von Firma Heinrich Brühne betrieben. Später arbeitete im östlichen Bereich nacheinander die Firmen Cemlapis und Westkalk. Es gab wegen der am Hillenberg liegenden Trinkwasserquelle Proteste wegen der durch Sprengungen möglichen Gefährdung der Trinkwasserquelle. Durch eine Sprengung war die Hillenbergquelle I versiegt. Gleichzeitig entstand mit Hillenberg II eine neue, ergiebigere Quelle.
2011 gab es einen gefährlichen Fall von unkontrolliertem Steinflug bis hin auf befahrene Straßen. 2011 fiel ebenfalls auf, dass die Firma bis zu 1,20 Meter zu tief den Fels abgegraben hatte und daher vom Kreis Soest aufgefordert wurde diesen Bereich wieder auf die erlaubte Abbautiefe aufzufüllen.
2013 kaufte die Firma Cemlapis, die zum HeidelbergCement-Konzern gehörte, das insolvente Steinbruchunternehmen Heinrich Brühne. Die Stadt Warstein, welcher der Grund des Steinbruchs gehört, kündigte 2014 den Pachtvertrag für das Gelände. 2015 bekam Cemlapis einen neuen Pachtvertrag.
In den Jahren 2008 bis 2012 richtete der Deutsche Alpenverein im stillgelegten westlichen Teil des Steinbruchs ein Klettergebiet ein. Im Steinbruch gibt es rund 100 Kletterrouten. Das Klettergebiet ist in die Wandbereiche Wästerwand, Goldgräberwand, Hillenbergwand, Essener Wand und Brauereifels eingeteilt. Die längsten Kletterrouten sind bis zu 50 m lang.

## Mineralien im Steinbruch
Bei Mindat sind bisher folgende Mineralfunde im Westbereich (Firma Albers) dokumentiert (Stand 2025): Baryt, Chalkopyrit, Malachit, Calcit, Quarz. Im Ostbereich (Firma Brühne) sind bisher folgende Mineralfunde (Firma Albers) dokumentiert (Stand 2025): Azurit, Baryt, Calcit, Chalkopyrit, Galenit, Glaukonit, Malachit, Markasit, Pyrit, Quarz, Sphalerit.

## Biotop Hillenberg bei Warstein
Nordwestliche Teile vom Steinbruch Hillenberg gehören zu einem geschützten Biotop nach § 30 BNatSchG mit einer Flächengröße von 24.95 ha. Das Biotop hat die Nummer BK-4516-0119 und trägt die Bezeichnung Hillenberg bei Warstein. Lebensraumtypen des Anhang I der FFH-Richtlinie sind insbesondere die Felswände. Das Biotop umfasst neben verbuschenden Geröllhalden und aufgelassene Steinbruchbereichen auch Grünland und angrenzenden Heckenstrukturen. Wertbestimmend für das Biotop sind laut Fachinformationssystem vom Landesamt für Natur, Umwelt und Verbraucherschutz Nordrhein-Westfalen (LANUV) der stark strukturierte und gebüschreiche Biotopkomplex.
Im Biotop wurden die Pflanzenarten Zerbrechlicher Blasenfarn, Gelappter Schildfarn, Hirschzunge, Mauerraute, Braunstieliger Streifenfarn, Nesselblättrige Glockenblume, Finger-Segge, Wald-Habichtskraut nachgewiesen.
Im Fachinformationssystem wird zum Biotopkomplex ausgeführt: „Er bietet als Refugialbiotop den Lebensraum für zahlreiche Tierarten in der nahezu ausgeräumten Landschaft rund um Warstein. Als solches ist das Gebiet schützenswert im Sinne der Schutzzielkonzeption für den Naturraum. Beeinträchtigungen sind durch den noch benutzten Steinbruchbereich zu erkennen.“
Das Biotop wird als stark beeinträchtigt und von lokale Bedeutung eingestuft. Zum Schutzziel des Biotops führt das Fachinformationssystem aus: „Das Gebiet ist wertvolles Trittsteinbiotop im Verbund der Feldgehölze.“ Zum Schutzziel des Biotops führt das Fachinformationssystem aus: „Erhalt eines strukturreichen Gebüschkomplexes auf sekundärem Standort.“ Das Biotopkataster der LANUV sieht für das Biotop eine Landschaftsschutzgebiets-Ausweisung vor.